# Superstacja
Superstacja – polska stacja telewizyjna, należąca do Telewizji Polsat działająca w latach 2006–2021.
Utworzona jako kanał specjalizujący się w tematyce sensacyjno-kryminalnej i showbiznesowej. Od jesieni 2007 do 31 lipca 2019 Superstacja miała charakter informacyjno-publicystyczny z elementami rozrywki. Sporą część w paśmie antenowym zajmowała wówczas tematyka polityczna. Od 4 czerwca 2019 kierownictwo kanału stopniowo ograniczało tę tematykę, która całkowicie zniknęła z ramówki pod koniec lipca 2019 (tematy polityczne powróciły na antenę stacji 3 sierpnia 2020, ale tylko w wydaniu zagranicznym w magazynie Ze świata), jednocześnie zmieniając profil kanału na lifestylowo-rozrywkowy i sensacyjny, co stanowiło częściowy powrót do pierwotnych założeń z czasów powstania Superstacji. Od 5 sierpnia 2019 oprócz produkcji własnych stacja emitowała programy interwencyjne i rozrywkowe znane z innych kanałów Telewizji Polsat. 30 września 2019 Superstacja wystartowała z nową ramówką, oprawą graficzną i prowadzącymi – zmiany te miały uczynić z niej „telewizyjny tabloid” skupiający się na problemach i sprawach zwykłych ludzi.
W maju 2021 rzecznik prasowy Grupy Polsat poinformował, że firma ta planuje zastąpienie Superstacji kanałem informacyjnym o nazwie „Wydarzenia 24”. 18 czerwca 2021 Superstacja przestała emitować premierowe programy, a jej dotychczasowi dziennikarze i wydawcy kilka dni później rozpoczęli szkolenia przy zespole redakcyjnym stacji Polsat News, związane z uruchomieniem kanału Wydarzenia 24. 1 września 2021 o godzinie 5:00 Superstacja zakończyła nadawanie, a godzinę później wystartowały Wydarzenia 24. Kanał ten jest obecny na platformach cyfrowych i w sieciach kablowych w miejscu, gdzie dotychczas nadawała Superstacja.

## Logo

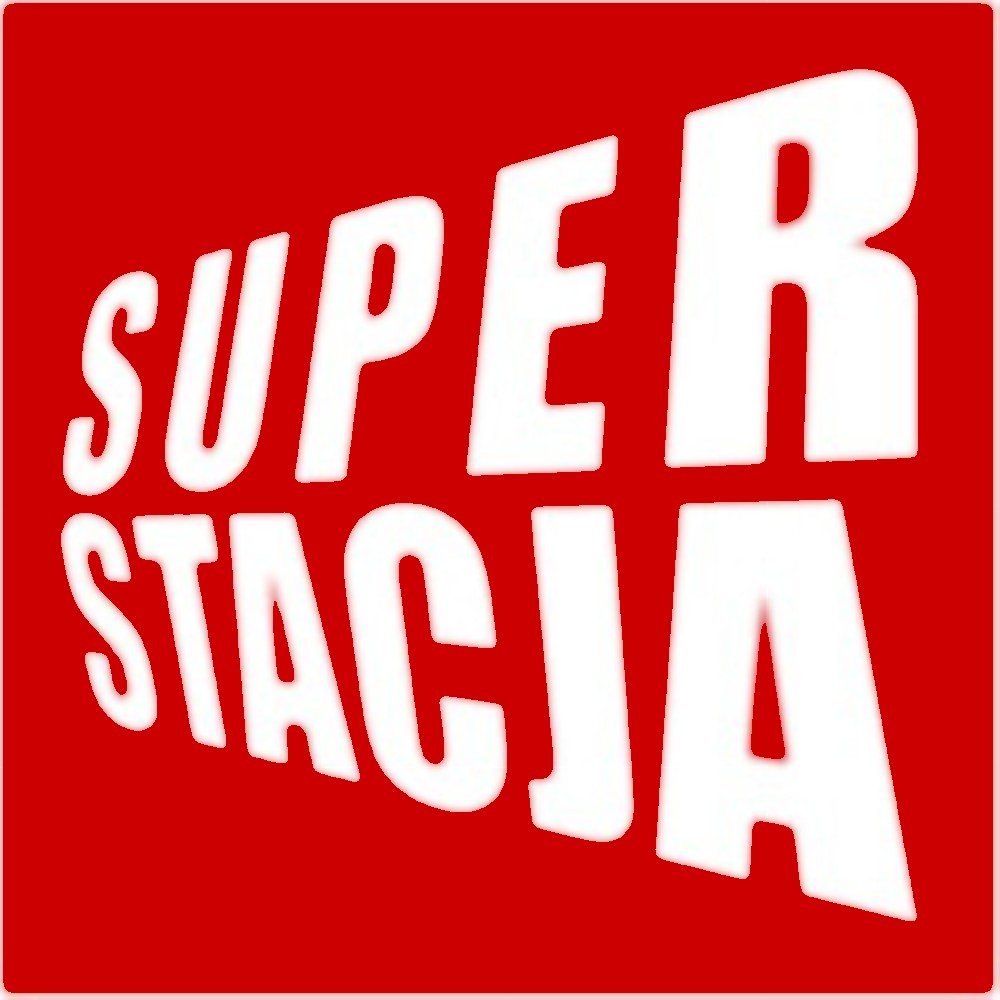
2 października 2006 – 8 stycznia 2011
8 stycznia 2011 – 21 sierpnia 2015
21 sierpnia 2015 – 30 września 2019
30 września 2019 – 1 września 2021

## Historia

### 2006–2009 (czasy Ryszarda Krajewskiego)
W marcu 2006 Krajowa Rada Radiofonii i Telewizji przyznała koncesję Superstacji. Pierwszym redaktorem naczelnym stacji został Sławomir Kińczyk, który zajmował to stanowisko w latach 2006–2007.
Superstacja została uruchomiona przez firmy Astro Sp. z o.o. oraz K&R Enterprises Sp. z o.o., związane z producentem programów telewizyjnych Ryszardem Krajewskim. Pierwsza z nich znana jest głównie z produkowania na potrzeby TVP2 teleturnieju Familiada. Początkowo finansową pomoc gwarantowała umowa z Capital Partners, jednak spółka szybko wycofała się z nowego projektu. Prezesem Superstacji od początku jej istnienia do 30 czerwca 2009 był Ryszard Krajewski.
Stacja rozpoczęła regularne nadawanie 2 października 2006. Ideą twórców stacji było stworzenie telewizyjnego tabloidu. Początkowo zatem kanał emitował sensacyjne reportaże, informował dużo o życiu gwiazd ze świata mediów oraz obszernie relacjonował różnego rodzaju afery kryminalne. Stopniowo jednak Superstacja zmieniała swój profil wprowadzając do ramówki tematykę społeczno-polityczną i zapraszając do współpracy znanych dziennikarzy politycznych. Początkowo byli to m.in.: Janina Paradowska, Eliza Michalik, Wojciech Mazowiecki i Waldemar Jan Dziak, czy nieco później Piotr Gembarowski oraz Mariusz Max Kolonko.
W maju 2007 doszło do sprzedaży 50% udziałów Superstacji spółce Ster, która powiązana jest z Heronimem Rutą, akcjonariuszem Cyfrowego Polsatu i bliskim współpracownikiem Zygmunta Solorza-Żaka. Umowa pomiędzy stronami miała na celu dokapitalizowanie spółki oraz wzmocnienie jej marki na rynku.
6 listopada 2007 redaktorem naczelnym kanału został Mariusz Ziomecki, który funkcję tę sprawował do 17 sierpnia 2008. Na stanowisku zastąpiła go Monika Jagielska-Mikłos.

### 2009–2018 (krótkie szefostwo Wojciecha Mazowieckiego i objęcie kierownictwa przez Adama Stefanika)
W marcu 2009 doszło do przejęcia przez Ster 100% udziałów w Superstacji. Kilka tygodni później Ryszard Krajewski zrezygnował z kierowania tą telewizją, a zastąpił go Wojciech Mazowiecki. 15 lipca 2009 na stanowisko prezesa zarządu Superstacji powołany został Adam Stefanik, który łączy funkcję prezesa Superstacji ze stanowiskiem dyrektora programowego telewizji TV4 i TV6 (w latach 2014–2019 również tego kanału).
W czerwcu 2009 Superstacja docierała do ponad 6 milionów gospodarstw domowych. Wskaźnik oglądalności AMR stacji wynosił ponad 13,2 tys. widzów (wzrost o ok. 1,5 tys. widzów w porównaniu z majem 2009).
W 2012 nowym redaktorem naczelnym kanału został Tomasz Adamczyk, który zrezygnował ze stanowiska w 2014. Podczas jego kadencji zmieniono nazwę pełnionej przez niego funkcji. Przez rok był on zatem dyrektorem programowym.
W czerwcu 2013 drugim udziałowcem Superstacji została Karswell Limited, spółka kontrolowana przez Zygmunta Solorza-Żaka, do której należy również pakiet akcji Cyfrowego Polsatu.
30 listopada 2016 nadawca Superstacji rozpoczął udostępnianie sygnału w standardzie HDTV (sama produkcja treści w HD miała miejsce od 2013).
1 grudnia 2016 stacja otrzymała nową grafikę ekranową.
16 września 2017 stacja rozpoczęła emisję cotygodniowego programu Na Czasie UA! (ukr. На часі UA), adresowanego do ukraińskiej mniejszości w Polsce. Był to pierwszy program w języku ukraińskim w komercyjnej telewizji w Polsce. W marcu 2018 audycję zdjęto z anteny.

### 2018–2019 (przejęcie 100% udziałów kanału przez Telewizję Polsat i dalsze kierownictwo Adama Stefanika; zmiana profilu stacji)
5 czerwca 2018 spółki Ster i Karswell sprzedały 100% udziałów w spółce Superstacja Telewizji Polsat. Nowy właściciel zapowiedział przeniesienie stacji do swojej głównej siedziby przy ul. Ostrobramskiej 77 w Warszawie.
Od stycznia 2019 kanał stopniowo rezygnował z nadawania programów publicystycznych na żywo. Od maja tego roku audycje te były nagrywane i montowane minimum kilka godzin przed emisją telewizyjną. Niekiedy zdarzało się, że w jednym dniu realizowano więcej niż jeden odcinek jakiegoś programu lub np. dwie różne audycje, które były prowadzone przez tego samego dziennikarza.
4 czerwca 2019 władze Polsatu zmieniły strategię stacji, zapowiadając stopniową rezygnację z poruszania w serwisach informacyjnych i innych programach tematyki politycznej oraz zaprzestając zapraszania polityków do studia. Decyzje te zostały podjęte w związku ze spadającymi wynikami oglądalności kanału. Superstacja od tego momentu zaczęła zmieniać profil na lifestylowo-rozrywkowy i sensacyjny, powracając częściowo do pierwotnych założeń jej powstania. W wyniku tych zmian 5 czerwca 2019 ze stacji odeszła Eliza Michalik, w związku z czym kanał zaprzestał emitowania prowadzonych przez nią programów. Ówczesny Rzecznik Praw Obywatelskich, Adam Bodnar, skomentował zmianę profilu stacji jako sygnał do dyskusji o „stanie wolności mediów w Polsce”.
Od czerwca 2019 Superstacja posiadała własnego dyrektora programowego odpowiedzialnego wyłącznie za ramówkę tego kanału – został nim Grzegorz Jankowski. 25 czerwca tego samego roku ogłoszono, że do zarządu stacji dołączył Adam Nowe, który będzie zastępcą prezesa Adama Stefanika.
29 czerwca 2019 stacja zrezygnowała ze współpracy z Jakubem Wątłym i zakończyła emisję programów Krzywe zwierciadło i Suma Tygodnia, które prowadził. Ostatni nagrany odcinek Krzywego zwierciadła, w którym gościem był pisarz i publicysta Ziemowit Szczerek nie został już wyemitowany. Według władz kanału dziennikarz nie przystał na zmianę profilu stacji i w dyskusji z gościem nie zabrakło tematyki politycznej, która miała zdominować większą część odcinka. Dziennikarz niedługo po zakończeniu wywiadu z gościem został w trybie natychmiastowym zwolniony z pracy w Superstacji.
25 lipca 2019 ze stacji zostali zwolnieni m.in.: Jacek Żakowski, Marek Czyż, Adam Feder, Jacek Zimnik, Wiktor Bater (pełnił także funkcję szefa redakcyjnego newsroomu) oraz Beata Tadla, a ich programy zostały zdjęte z anteny. Pomimo iż Grzegorz Łaguna przestał prowadzić swoją audycję, nadal pozostał dziennikarzem Informacji dnia. Natomiast Grzegorz Jankowski, który również został pozbawiony swojego programu, dalej pełni funkcję dyrektora programowego. Jego zastępcą i szefem newsroomu został Grzegorz Adamczyk, który w latach 2015–2016 był dyrektorem programowym TVP Info, a później producentem programu Doroty Gawryluk Dorota Gawryluk zaprasza, który emitowano w Polsat News. Zmiany te spowodowały całkowite usunięcie z ramówki programów publicystycznych, w których poruszane były tematy polityczne. Trzy dni później poinformowano o kolejnych zwolnieniach w stacji. Z Superstacji odszedł Grzegorz Sajór (był wydawcą Informacji dnia), Marek Czunkiewicz (był wydawcą Finału dnia) i Jarosław Kulczycki.
Od 29 lipca na antenie stacji pozostał tylko jeden program publicystyczny Raport, w którym nie były poruszane tematy polityczne. Do prowadzącej ten program Kamili Biedrzyckiej dołączyli Grzegorz Łaguna i Sylwia Madejska. Od tego dnia niemal wszystkie audycje nagrywane były minimum do godziny przed emisją telewizyjną. Z powodu kwestii oszczędnościowych zdarzało się, że kilka odcinków danego programu było realizowanych podczas jednej sesji nagraniowej. Kanał przez pewien czas emitował na żywo tylko programy informacyjne. Po wprowadzonych zmianach, główny trzon ramówki stanowiły wówczas informacje (zazwyczaj wraz z wiadomościami sportowymi i prognozą pogody) oraz programy Raport i Na tapecie, które były wielokrotnie emitowane w ciągu dnia, w tym z nagranymi wcześniej i pokazywanymi już w Superstacji odcinkami. Wieczorami o godz. 21:50 emitowano na żywo program informacyjny Finał dnia. Od poniedziałku do piątku o godz. 17:45 stacja nadawała powtórki talk-show Wojciech Jagielski na żywo. W soboty i niedziele o tej samej godzinie można było oglądać archiwalne rozmowy Tadeusza Drozdy w programie Drozda na weekend. Raz w miesiącu, w niedzielę nadawano program Ręce, które leczą bioenergoterapeuty Zbigniewa Nowaka i jego żony Aleksandry. Magazyn został zdjęty z anteny 1 września 2019.
W sierpniu 2019 kierownictwo kanału poinformowało, że od września Superstacja będzie produkować minimum cztery godziny premierowego programu dziennie. Około trzech godzin ma zająć pasmo informacyjne, które stanowić będą krótkie kilkuminutowe serwisy oraz magazyny o tematyce interwencyjnej i plotkarskiej. Czwartą godzinę wypełni publicystyka. Pozostałą część ramówki zajmą powtórki i treści z innych anten Polsatu (m.in.: seriale paradokumentalne i komediowe, programy dokumentalne i różnego rodzaju reality show). Stacja rozpoczęła również prace nad nowym studiem, co miało związek z planowaną przeprowadzką całej redakcji na ul. Ostrobramską 77 w Warszawie. Stopniowo był też zmieniany styl wypowiedzi używany przez prowadzących audycje dziennikarzy, który stał się mniej skomplikowany, prosty i zrozumialszy dla szerszej grupy społeczeństwa, a w serwisach informacyjnych nawet tabloidowy.
Od 5 sierpnia kanał nadawał powtórki magazynów Interwencja i Interwencja Extra (z poprzedniego i bieżącego dnia), które premierowo emitują Polsat i Polsat News. Dzień później do redakcji Superstacji dołączyło czterech nowych wydawców: Rafał Rykowski (był dziennikarzem TVN24 BiS), Marcin Winiecki (były redaktor Wiadomości emitowanych w TVP1 odpowiedzialny za przygotowanie materiałów filmowych), Andrzej Rudke (były dziennikarz współtworzący magazyn Polska i świat w TVN24, późniejszy redaktor Telewizji Polskiej w dziale zagranicznym) oraz Paulina Witek (wcześniej prowadziła program Polska 24 w TVP Polonia i magazyn Światowidz nadawany m.in. przez kanał Polsat News).
7 sierpnia nową prowadzącą magazynu Raport została Weronika Korol, która tym samym dołączyła do zespołu redakcyjnego Superstacji. Dziennikarka pracowała wcześniej w TVP3 Gdańsk oraz redakcji programu 24 godziny w Nowa TV. Tego dnia poinformowano też, że Anna Boćkowska pracująca w stacji oraz prowadząca audycje na antenach Polsatu i kanału informacyjnego Polsat News również dołączyła do grona gospodarzy tego programu.
Od połowy września Superstacja emitowała wyłącznie programy powtórkowe i przez około dwa tygodnie nie nadawała aktualnych magazynów oraz serwisów informacyjnych pokazywanych na żywo. Czas ten był też przeznaczony m.in. na przygotowania do emisji nowych programów. 30 września 2019 o godzinie 14:00 stacja wystartowała z nową ramówką, w ramach której codziennie, od 14:00 do 17:00 miały być nadawane premierowe programy takie jak informacyjno-interwencyjne Supernews, Supernews Gwiazdy, Supernews Interwencja i prognoza pogody oraz poruszające tematykę społeczną Superludzie i Emil pogromca mandatów, zaś w pozostałych blokach czasowych powtórki tych programów (poza prognozą pogody), a także znane z kanału Polsat programy Interwencja i Interwencja Extra. Zmianie uległa oprawa graficzna kanału, a ponadto pojawili się nowi prowadzący. Jak w rozmowie z portalem internetowym Wirtualnemedia.pl podawało kierownictwo kanału, założeniem jego nowej odsłony było „całkowicie nowe w Polsce podejście do telewizji”. Stacja miała być „blisko ludzkich spraw, informować, używając prostego języka i środków wyrazu, bez tzw. gadających głów, z nastawieniem na sprawy ważne dla zwykłych ludzi”. Z kolei dyrektor programowy Superstacji, Grzegorz Jankowski, stwierdził, że chce, aby nowa Superstacja była „pierwszym polskim telewizyjnym tabloidem” rozumianym jako „telewizja broniąca ludzkich spraw, informująca o problemach i sprawach zwykłego Polaka, a przy tym trzymająca rękę na pulsie w świecie show-biznesu”. Po pierwszych dwóch tygodniach funkcjonowania nowej odsłony Superstacji oglądalność kanału spadła o 4,4 tys. osób, czyli o ponad połowę.

#### Współpraca z widzami
W sierpniu 2019 wprowadzono możliwość płatnej współpracy widzów ze stacją, która polega na przesyłaniu przez nich nagrań wideo z ciekawymi i sensacyjnymi wydarzeniami, których byli świadkami. Za materiały wyemitowane przez kanał lub umieszczone na stronie internetowej Superstacji widzowie otrzymywali wynagrodzenie finansowe. Ma to związek m.in. z likwidacją niektórych oddziałów regionalnych kanału. 22 sierpnia zakończono bowiem współpracę z Piotrem Małeckim, który był korespondentem w Gdańsku oraz z Michałem Mitorajem, relacjonującym wydarzenia z Katowic (przeniesiony do analogicznej redakcji w Polsat News). Tego samego dnia rozwiązano także umowę z Karoliną Jacyniak, która wydawała Raport, Na tapecie, Rozmowę dnia i Nie ma żartów. We wrześniu z pracy w stacji zrezygnował Grzegorz Łaguna. 
Interaktywność oparta na kręconych i przesyłanych przez widzów materiałach wideo, mających mieć później emisję na antenie miała być istotnym elementem funkcjonowania Superstacji po zmianach z 30 września 2019 roku.

### 2020 (częściowe odświeżenie ramówki)
11 maja 2020 na antenie Superstacji zadebiutował popularnonaukowy, poruszający tematy związane z historią program SuperHistorie. Tajemnice przeszłości, którego gospodarzem został Łukasz Kazek.
W lipcu 2020 Telewizja Polsat zakończyła współpracę z Grzegorzem Adamczykiem, który pełnił w redakcji Superstacji funkcję zastępcy dyrektora programowego i szefa newsroomu. W tym samym miesiącu przywrócono na antenę usunięty z ramówki w 2019 serwis sportowy, który jest emitowany codziennie w paśmie popołudniowym o 14:47 i 16:50. Jego główną prowadzącą została Małgorzata Chodkowska, która pracowała wcześniej w redakcji sportowej TVP3 Warszawa. Program prowadzi też Tomasz Zimiński.
Od 4 sierpnia tego roku Wojciech Jagielski ponownie prowadził w stacji program, tym razem o nazwie Tok Szoł, w którym rozmawiał z zaproszonymi do studia gośćmi, głównie ze świata show-biznesu. Na zmianę z nim gospodarzem show była Katarzyna Pakosińska. Wydawcą i producentem programu jest Izabela Zapisek (była kierowniczka produkcji w Polsat News). Na kanale pojawił się również magazyn publicystyczny Ze świata, w którym omawiane były istotne, aczkolwiek nie zawsze zauważane przez redakcje informacyjne wydarzenia społeczno-polityczne ze świata, które komentują eksperci i publicyści. W tym samym miesiącu antenie stacji zagościł też Magazyn Kryminalny którego prowadzącym został detektyw Krzysztof Rutkowski. Z ramówki Superstacji zniknęły natomiast: SuperNews Fejki i Fakty oraz SuperGwiazdy. Odświeżenie ramówki jest próbą pozyskania nowych widzów, gdyż od wielu miesięcy kanał sukcesywnie traci odbiorców i notuje bardzo niskie udziały w rynku medialnym.
W sierpniu 2020 w wyniku likwidacji kilku programów ze stacją pożegnała się Joanna Miziołek, która prowadziła w niej programy SuperTemat. Korona Kryzys, a także SuperNews Interwencje i SuperNews.

### 2021 (zastąpienie Superstacji kanałem informacyjnym Wydarzenia 24)
W marcu 2021 nagrane zostały ostatnie odcinki programu SuperHistorie. Tajemnice przeszłości, a dwa miesiące później jego prowadzący, Łukasz Kazek, zakończył współpracę z Superstacją.
Zgodnie z danymi firmy badawczej Nielsen Audience Measurement, w kwietniu 2021 Superstacja miała 0,037% średniego dobowego udziału w rynku telewizyjnym, co stanowiło spadek o prawie 18% w porównaniu z tym samym miesiącem poprzedniego roku.
7 maja 2021 Grupa Polsat złożyła do Krajowej Rady Radiofonii i Telewizji wniosek dotyczący wprowadzenia korekty w koncesji kanału Superstacja, polegającej na zmianie nazwy tego kanału na „Wydarzenia 24”, a także przekształceniu ramówki, w której podejmowana dotychczas tematyka sensacyjna i społeczna miała ustąpić miejsca serwisom informacyjnym. 21 maja Tomasz Matwiejczuk, dyrektor do spraw komunikacji korporacyjnej i rzecznik prasowy Grupy Polsat poinformował w rozmowie z portalem Wirtualnemedia.pl, że Grupa Polsat „rzeczywiście ma pomysł na kanał Superstacja i jest on związany z bardzo silną marką programu Wydarzenia oraz świetnymi wynikami oglądalności, jakie osiągają zarówno ten program jak i kanał Polsat News”. 8 czerwca Krajowa Rada Radiofonii i Telewizji wydała zgodę na zmianę nazwy Superstacji na „Wydarzenia 24” przy zastrzeżeniu, że bez zmian ma pozostać zapisany w koncesji charakter kanału - nadal miała to być stacja informacyjna z elementami publicystyki, informacji sportowych i poradnictwa.
18 czerwca 2021 Superstacja przestała emitować premierowe programy, a zamiast nich rozpoczęła nadawanie nagranych wcześniej programów i powtórek programów kanału Polsat. Kilka dni później dotychczasowi dziennikarze i wydawcy Superstacji rozpoczęli szkolenia przy zespole redakcyjnym stacji Polsat News, związane z uruchomieniem kanału Wydarzenia 24.
Superstacja zakończyła nadawanie 1 września 2021 o godzinie 5:00, a godzinę później wystartował kanał Wydarzenia 24. Jest on obecny na platformach cyfrowych i w sieciach kablowych w miejscu, gdzie dotychczas nadawała Superstacja.

## Lista programów
- SuperNews – aktualności z kraju i ze świata. W ramach programu emitowany FastNews – szybki przegląd wydarzeń opatrzony komentarzem.
- Pogoda – prowadzący prezentuje prognozę pogody na dzień obecny i następny.
- Eko Pogoda – program ukazuje jakość powietrza i stan jego zanieczyszczenia.
- Sport w Superstacji – magazyn o tematyce sportowej. Program prowadzą na zmianę Tomasz Zimiński i Małgorzata Chodkowska
- Tok Szoł – prowadzący: Wojciech Jagielski lub Katarzyna Pakosińska rozmawiają z zaproszonymi do studia gośćmi, głównie na tematy lekkie, łatwe i przyjemne.
- Magazyn kryminalny (wcześniej program miał się nazywać Kryminalna Polska. Krzysztof Rutkowski) – magazyn śledczy prowadzony przez byłego detektywa Krzysztofa Rutkowskiego.
- SuperHistorie. Tajemnice przeszłości – program popularnonaukowy prowadzony przez Łukasza Kazka, przedstawiający tajemnice skrywane przez ludzi, niewyjaśnione zagadki z przeszłości, świadków XX wieku, tajne projekty badawcze III Rzeszy, ukryte depozyty i nieznane świadectwa historii.
- Magazyn reporterów. Interwencje – program prowadzony przez Agnieszkę Ludwisiak-Wypior prezentuje reportaże, w których poruszane są interwencyjne tematy.
- Ze świata – program w przystępny i atrakcyjny sposób mówi o ważnych wydarzeniach na świecie. Prowadząca program Katarzyna Chojnowska rozmawia też z ekspertami, którzy komentują bieżące wydarzenia.
- SuperTemat. Sensacje i Skandale (dawniej: SuperTemat; podczas pandemii COVID-19: SuperTemat. KoronaKryzys) – program, w którym prowadząca Adrianna Borowicz porusza tematy istotne dla widzów. Na początku prezentowany jest reportaż przygotowany przez ekipę kanału lub wideoreporterów Superstacji. Potem, w studiu Superstacji, prowadząca wraz z gośćmi i poszkodowanymi próbują dojść do porozumienia.
- Interwencja i Interwencja Extra – programy interwencyjne (powtórki odcinków tych programów, emitowanych premierowo na antenie Polsatu z danego i poprzedniego dnia)
- SuperLudzie – Historie ludzi, którzy pomimo swojej niepełnosprawności potrafią żyć pełnią życia, osiągając przy tym niesamowite sukcesy.
- Polacy w świecie – Twórcy programu przemierzają świat w poszukiwaniu Polaków, którzy wyjechali za granicę i rozpoczęli nowe życie w obcym kraju.
- Emil, pogromca mandatów – Emil Rau toczy wojnę z bezprawiem na polskich drogach. W programie przedstawione zostaną historie kierowców, którzy stali się ofiarami nieuczciwych praktyk funkcjonariuszy publicznych.
- Telesprzedaż – Program telezakupowy.
- SuperInterwencje – zwykli ludzie mierzą się z biurokracją, bezdusznością instytucji i wyzwaniami losu.
- SuperGwiazdy – program o tematyce showbiznesowej. W studiu Superstacji pojawiają się goście, z którymi rozmawia prowadząca program Paulina Koziejowska. W ramach audycji prezentowany jest także cykl Tu mówią gwiazdy, w którym reporterzy Superstacji rozmawiają z gwiazdami poza studiem.
- SuperNews Fakty i Fejki – program, w którym prowadzący wraz z zaproszonymi ekspertami potwierdzali prawdziwe teorie oraz obalali te fałszywe. Prowadziły Joanna Miziołek i Weronika Korol.
- Tu mówi Polska – rozmowy z Polakami o tym, co dla nich najważniejsze, czym żyją. Prowadziła Emilia Matyjaszkiewicz. Emisja w Supernews i Supernews Interewencjach.
- Super Gwiazda w Superstacji – Rozmowy na żywo z gwiazdami w studiu Superstacji. Emisja w Supernews Gwiazdy.
- SuperIsland – Gwiazdy gorącego show Polsatu Love Island. Wyspa miłości na antenie Superstacji! Agnieszka Boryń oraz Piotr i Paweł Tyburscy komentowali gorące newsy ze świata gwiazd.
- Informacje dnia – prowadzili: Karolina Kozińska, Kamila Biedrzycka, Katarzyna Łoska-Ostrowska, Piotr Jędrzejek, Bartosz Cebeńko, Grzegorz Łaguna
- Finał dnia – prowadzili: Piotr Jędrzejek i Karolina Kozińska
- Pogoda – prowadzili: Sandra Ryncarz, Nikola Zbyszewska, Klaudia Wiśniowska, Magdalena Michniak
- Sport – prowadzili: Mariusz Furtak, Katarzyna Łoska-Ostrowska
- Raport – prowadzili: Kamila Biedrzycka, Grzegorz Łaguna, Sylwia Madejska, Weronika Korol i Anna Boćkowska[63]
- Ręce, które leczą – emitowany raz w miesiącu program bioterapeuty Zbigniewa Nowaka i jego żony Aleksandry
- Raport kryminalny – program o tematyce kryminalnej
- Na tapecie – prowadzili: Agnieszka Ludwisiak-Wypior, Klaudia Wiśniowska, Dorota Michałowska (dawniej: Anna Matusiak)
- Wojtek Jagielski na żywo – talk-show prowadzony przez Wojciecha Jagielskiego
- Drozda na weekend – program satyryczny Tadeusza Drozdy

- Debata Piotra Gembarowskiego – prowadził Piotr Gembarowski
- Rezonans – prowadził Mariusz Ziomecki
- Opakowanie zastępcze – prowadził Mariusz Ziomecki
- Puszka Paradowskiej – prowadziła Janina Paradowska
- W samo południe – prowadził Wojciech Mazowiecki
- Do Elizy – prowadziła Eliza Michalik
- Pytowy Janusz – program satyryczny Mikołaja „Jaoka” Janusza
- Radiokomitet – prowadzili: Jarosław Ważny i Maciej Mroczek
- Słoń a sprawa Polska – prowadzili Bartosz Węglarczyk i Dorota Pardecka
- Świat według Węglarczyka – prowadził Bartosz Węglarczyk
- Zwierciadło tygodnia – prowadzili Jakub Wątły i Tomasz Woźniak
- Więc jak? – prowadził Sławomir Jastrzębowski
- Kwadrans na Maxa – prowadził Mariusz Max Kolonko
- Szpile – prowadziła Eliza Michalik
- Nie ma żartów – prowadziła Eliza Michalik
- Gilotyna – prowadzili Eliza Michalik i Marcin Teller
- Salon polityczny – prowadzili: Tomasz Grzelewski, Waldemar Ogiński i Sylwia Madejska
- ExKatedra – prowadził Jacek Żakowski[64]
- REdAKCJA – prowadził Jacek Żakowski
- Krzywe zwierciadło – prowadził Jakub Wątły
- Suma Tygodnia – prowadził Jakub Wątły
- Rozmowa dnia – prowadzili: Jacek Żakowski, Marek Czyż[65] (dawniej: Janina Paradowska, Wiktor Bater, Grzegorz Łaguna)
- Bez ograniczeń – prowadzili Jacek Zimnik, Adam Feder, Marek Czyż, Beata Tadla, Mirosław Oczkoś, Grzegorz Łaguna, Janusz Weiss, Janusz Płoński, Maciej Mroczek, Jarosław Ważny i Bartosz Cebeńko[66]
- Debata Grzegorza Łaguny – prowadził Grzegorz Łaguna
- Polska w kawałkach Grzegorza Jankowskiego – prowadził Grzegorz Jankowski
- Czyż nie...? – prowadził Marek Czyż[65]
- Tydzień zleciał – podsumowanie poruszających wydarzeń tygodnia, prowadził Piotr Jędrzejek
- Dookoła świata – prowadził Wiktor Bater
- Rozmowa dnia – prowadzili Marek Czyż i Jacek Żakowski
- SuperNews Fakty i Fejki – program, w którym prowadzący wraz z zaproszonymi ekspertami potwierdzali prawdziwe teorie oraz obalali te fałszywe.
- SuperNews – aktualności z kraju i ze świata. W ramach programu emitowany FastNews – szybki przegląd wydarzeń opatrzony komentarzem.
- SuperGwiazdy – program omawiający wydarzenia ze świata show-biznesu. W studiu Superstacji pojawiali się goście, z którymi rozmawiała prowadząca program Paulina Koziejowska. W ramach audycji prezentowany był także cykl Tu mówią gwiazdy, w którym reporterzy Superstacji rozmawiali z gwiazdami poza studiem.

Od lipca 2019 Informacje dnia i Finał dnia przedstawiały głównie informacje ze świata show-biznesu, czy szeroko rozumianej kultury, skupiając się często na wydarzeniach sensacyjnych i tabloidowych.

## Prezesi stacji
- Ryszard Krajewski (2006–2009)
- Wojciech Mazowiecki (2009)
- Adam Stefanik (2009–2021)

## Dyrektorzy programowi (do 2013 redaktorzy naczelni)
- Sławomir Kińczyk (2006–2007)
- Mariusz Ziomecki (2007–2008)
- Monika Jagielska-Mikłos (2008–2012)
- Tomasz Adamczyk (2012–2014)
- Adam Stefanik (2014–2019), funkcję łączył z byciem prezesem Superstacji (od 2009) i dyrektorem programowym TV4 i TV6
- Grzegorz Jankowski (2019–2021)

## Kontrowersje
Wielokrotnie do Krajowej Rady Radiofonii i Telewizji kierowane były skargi na niektóre treści emitowane w programach publicystycznych Superstacji.

### Upomnienie i kara z 2013
W wyniku postępowania prowadzonego w związku ze skargą w sprawie audycji Elizy Michalik i Marcina Tellera pt. Gilotyna, wyemitowanej 27 sierpnia 2011, przewodniczący Krajowej Rady Radiofonii i Telewizji Jan Dworak skierował do nadawcy programu Superstacja wezwanie do zaniechania rozpowszechniania treści naruszających art. 18 ust. 2 ustawy o radiofonii i telewizji. Sprawa dotyczyła obrazy uczuć religijnych, której mieli dopuścić się prowadzący audycję dziennikarze.
Krajowa Rada Radiofonii i Telewizji po skargach od widzów na wydanie Krzywego zwierciadła, nadanego w Superstacji 22 lutego 2012 roku stwierdziła, że w programie prowadzonym przez Jakuba Wątłego prezentowane były poglądy sprzeczne z moralnością i dobrem społecznym oraz obrażające uczucia religijne widzów. W audycji znalazły się też treści wulgarne. Po przeprowadzeniu dokładnej analizy audycji, KRRiT nałożyła na nadawcę karę w wysokości 70 tys. złotych.

### Kara z 2017 i decyzja o oddaleniu odwołania z 2019
Krajowa Rada Radiofonii i Telewizji nałożyła 100 tys. złotych kary na Superstację za wypowiedź Jakuba Wątłego w programie Krzywe zwierciadło na temat dziennikarzy mediów publicznych. Magazyn, w którym gościem był Tomasz Jastrun został wyemitowany w lutym 2017. W audycji Wątły nazwał dziennikarzy pracujących w Telewizji Polskiej „brudnymi i śmierdzącymi gnidami”. Władze kanału odwołały się od tej decyzji. W 2019 KRRiT poinformowała, że zażalenie zostało odrzucone, a kara podtrzymana w niezmienionym wymiarze finansowym.

### Ręce, które leczą
Od 2018 kanał emitował program Zbigniewa Nowaka, znanego bioenergoterapeuty pt. Ręce, które leczą, który już w latach 90. XX wieku był emitowany pod tym samym tytułem w Polsacie i z czasem także w TV4. W programie przedstawiane były przypadki osób, którym jak same twierdzą pomogła bioenergoterapia. Nowak w każdym odcinku stosował metody leczenia na odległość oraz dokonywał energetyzacji wody. Co miesiąc w audycji uczestniczyła także jego żona Aleksandra.
Wielu lekarzy i ekspertów z zakresu medycyny krytycznie wypowiadało się na temat emitowanej w Superstacji audycji. Zarzucali oni Zbigniewowi Nowakowi promowanie medycyny niekonwencjonalnej i tworzenie negatywnego stosunku do medycyny naukowej i tradycyjnych metod leczenia. Stosowane przez niego praktyki są przez nich uważane za nieetyczne. Ostatni program na antenie stacji wyemitowano 1 września 2019, po czym został on usunięty z ramówki.